# 豊里 (大阪市)
豊里（とよさと）は、大阪府大阪市東淀川区にある町名。現行行政地名は豊里一丁目から豊里七丁目。

## 地理
東淀川区の南部に位置し、北東の北側大桐、南側に大道南、西に菅原、北に豊新と接している。

### 河川
- 淀川

## 世帯数と人口
2019年（平成31年）3月31日現在の世帯数と人口は以下の通りである。
| 丁目       | 世帯数     | 人口     |
| ---------- | ---------- | -------- |
| 豊里一丁目 | 994世帯    | 1,926人  |
| 豊里二丁目 | 2,414世帯  | 4,113人  |
| 豊里三丁目 | 855世帯    | 1,674人  |
| 豊里四丁目 | 948世帯    | 1,771人  |
| 豊里五丁目 | 1,530世帯  | 3,103人  |
| 豊里六丁目 | 1,643世帯  | 3,317人  |
| 豊里七丁目 | 2,193世帯  | 4,027人  |
| 計         | 10,577世帯 | 19,931人 |

### 人口の変遷
国勢調査による人口の推移。
| 1995年（平成7年）  | 22,727人 | [ 5 ] |  |
| 2000年（平成12年） | 22,063人 | [ 6 ] |  |
| 2005年（平成17年） | 21,375人 | [ 7 ] |  |
| 2010年（平成22年） | 20,237人 | [ 8 ] |  |
| 2015年（平成27年） | 20,097人 | [ 9 ] |  |

### 世帯数の変遷
国勢調査による世帯数の推移。
| 1995年（平成7年）  | 9,382世帯  | [ 5 ] |  |
| 2000年（平成12年） | 9,724世帯  | [ 6 ] |  |
| 2005年（平成17年） | 10,095世帯 | [ 7 ] |  |
| 2010年（平成22年） | 9,761世帯  | [ 8 ] |  |
| 2015年（平成27年） | 9,840世帯  | [ 9 ] |  |

## 事業所
2016年（平成28年）現在の経済センサス調査による事業所数と従業員数は以下の通りである。
| 丁目       | 事業所数  | 従業員数 |
| ---------- | --------- | -------- |
| 豊里一丁目 | 49事業所  | 370人    |
| 豊里二丁目 | 83事業所  | 762人    |
| 豊里三丁目 | 35事業所  | 301人    |
| 豊里四丁目 | 79事業所  | 684人    |
| 豊里五丁目 | 82事業所  | 472人    |
| 豊里六丁目 | 63事業所  | 458人    |
| 豊里七丁目 | 117事業所 | 1,141人  |
| 計         | 508事業所 | 4,188人  |

## 交通

### 鉄道
- 大阪市高速電気軌道
  - 今里筋線 だいどう豊里駅

### 道路
- 国道479号
- 大阪府道16号大阪高槻線

## 施設
- 大阪府立淀川清流高等学校
- 大阪市立東淀中学校
- 大阪市立新東淀中学校
- 大阪市立豊里小学校
- 大阪市立豊里南小学校
- 大阪府立大阪北視覚支援学校
- 東淀川警察署 豊里交番
- 東淀川豊里郵便局
- 北おおさか信用金庫 豊里大橋支店
- 清善寺
- ライフ 豊里店
- フレスコ 豊里店
- 都市再生機構 新豊里団地

## その他

### 日本郵便
- 〒533-0013[3]（集配局：東淀川郵便局[11]）